# Stosunki polsko-francuskie

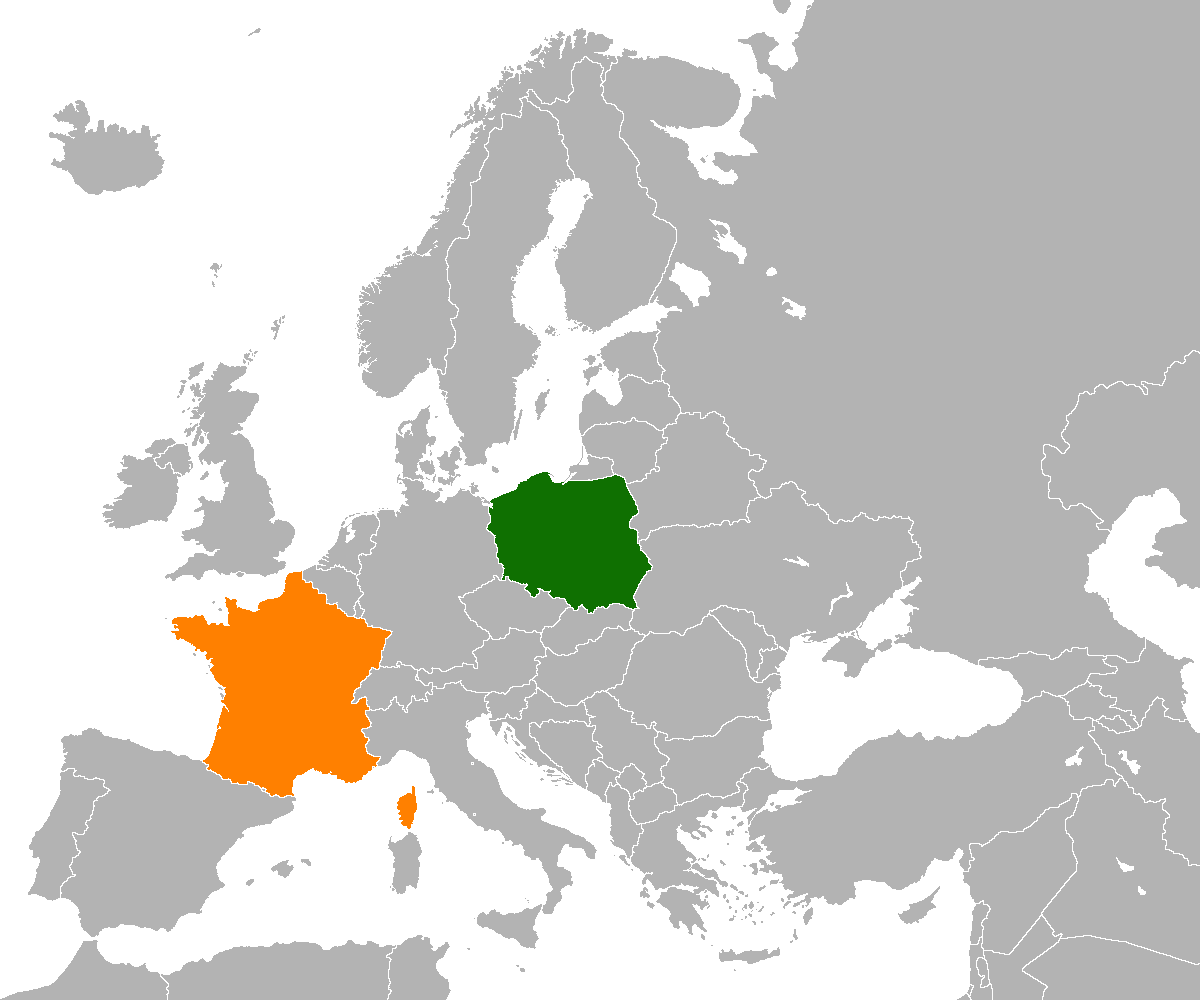
Położenie Polski i Francji

Stosunki polsko-francuskie – wzajemne relacje między państwem polskim a państwem francuskim.

## Rys historyczny
Nawiązanie stosunków dyplomatycznych między Polską a Francją nastąpiło w efekcie złożenia listów uwierzytelniających przez przedstawiciela Francji w Warszawie Eugène’a Pralona. Trzy tygodnie później Francja uznała Polskę w sensie międzynarodowoprawnym w depeszy ministra spraw zagranicznych Stephena Pichona do premiera i ministra spraw zagranicznych Ignacego Jana Paderewskiego. Stworzyło to podstawę do nawiązania pełnych bilateralnych stosunków dyplomatycznych. Poseł RP Maurycy Zamoyski złożył w Paryżu listy uwierzytelniające prezydentowi Francji Raymondowi Poincaré w sierpniu 1919 r.
Polska i Francja były w okresie międzywojennym naturalnymi i bliskimi sojusznikami. Wskazywała na to zarówno zgoda prezydenta R. Poincaré na utworzenie we Francji w 1917 r. tzw. Błękitnej Armii pod dowództwem gen. Józefa Hallera, jak i wsparcie francuskiej misji wojskowej w szkoleniu i wyposażeniu sił zbrojnych II Rzeczypospolitej od 1919 r. Znalazło to potwierdzenie w podpisanej w lutym 1921 r. w Paryżu deklaracji o przyjaźni i układzie politycznym wraz z protokołem wojskowym, zgodnie z którym państwa zobowiązywały się do udzielenia pomocy w razie napaści Niemiec na jedną ze stron.
Oba kraje utrzymywały relacje dyplomatyczne do września 1940 roku.

## Współpraca polityczna w okresie III RP
Podstawowym dokumentem regulującym stosunki między Polską a Francją jest Traktat o przyjaźni i solidarności z 9 kwietnia 1991 roku  Obowiązujące umowy dwustronne dotyczą spraw związanych m.in. ze współpracą w dziedzinie: spraw wewnętrznych (1996 r.), obronności (2002), kultury i edukacji (2004), nauki i technologii (2008), wzajemnej ochrony informacji niejawnych (2008) oraz koprodukcji filmowej (2012).
Francja pozostaje jednym z głównych partnerów Polski zarówno w wymiarze dwustronnym, jak i na forum europejskim oraz międzynarodowym. Współpraca rozwija się w oparciu o przyjętą w 2008 roku deklarację o Polsko-Francuskim Partnerstwie Strategicznym, a następnie ustanowiony w 2013 roku Program Współpracy na rzecz jego realizacji.
Uzupełnieniem współpracy dwustronnej jest dialog w ramach Trójkąta Weimarskiego.

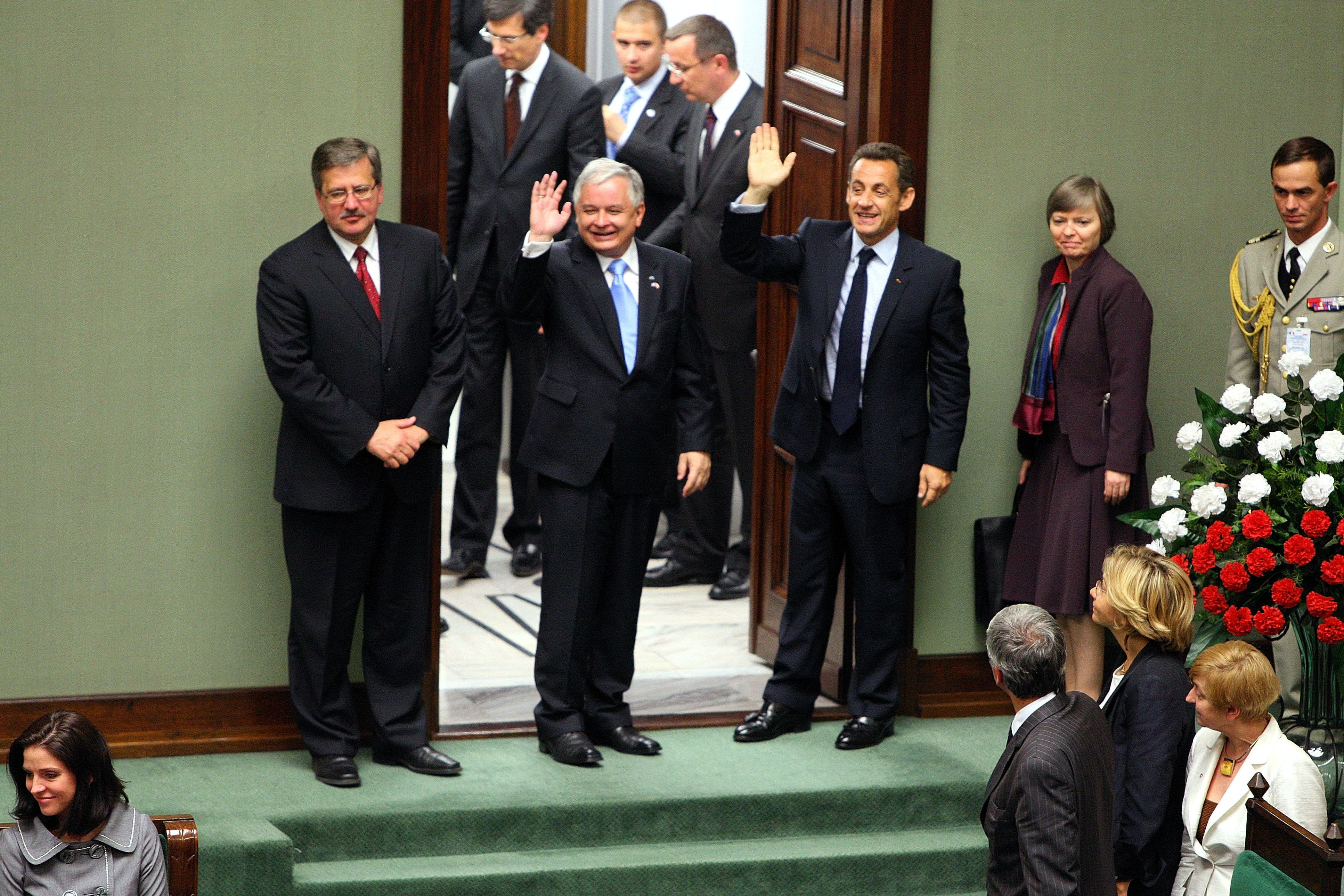
Prezydent Nicolas Sarkozy podczas wizyty w polskim parlamencie, 2008
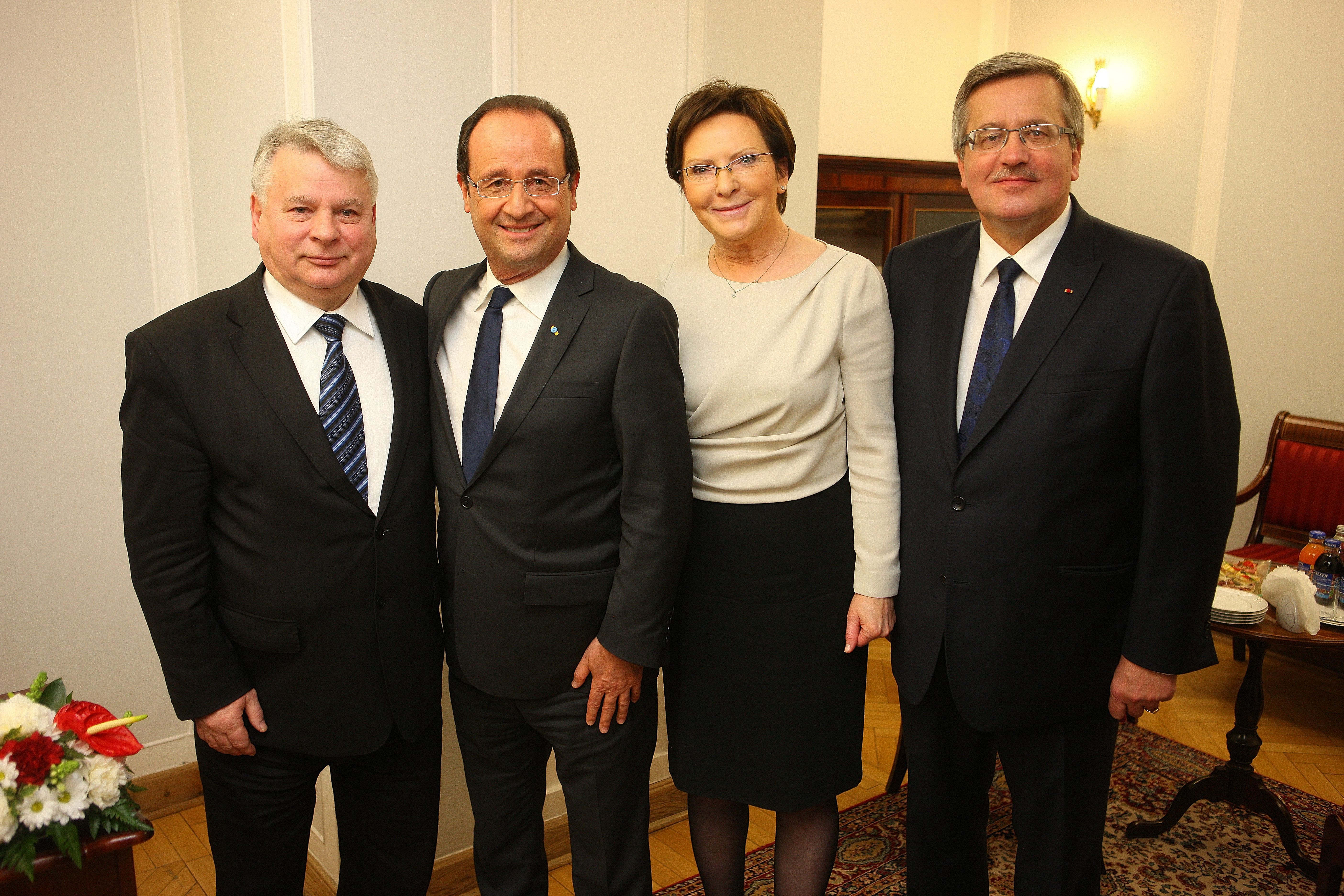
Prezydent François Hollande z prezydentem Bronisławem Komorowskim oraz marszałkami Sejmu i Senatu, 2012
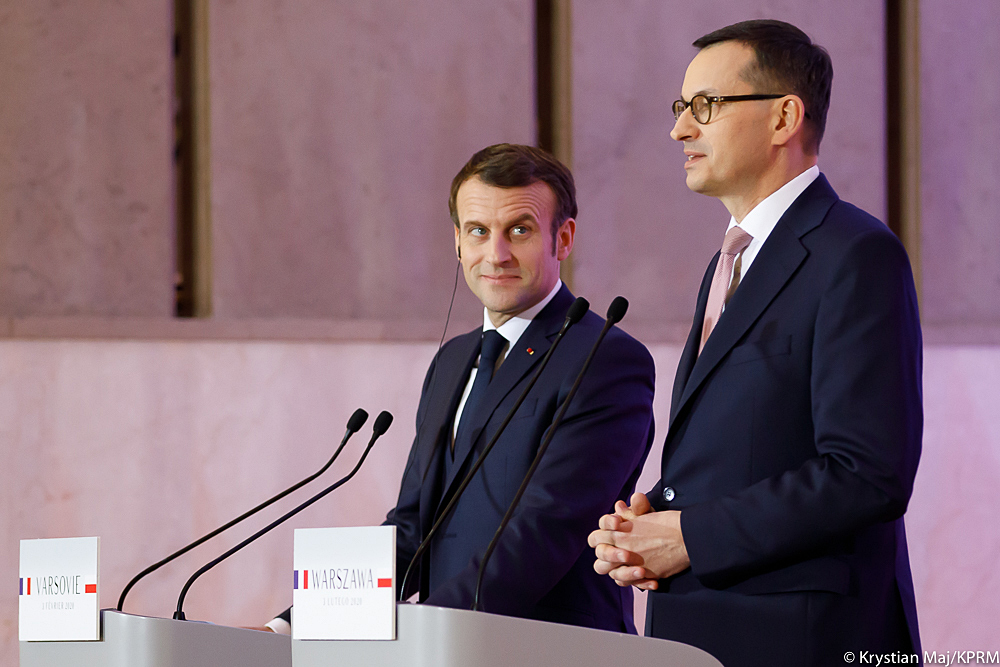
Prezydent Emmanuel Macron i premier Mateusz Morawiecki podczas konferencji prasowej, 2020

| Prezydent           | Data                | Miasto                   | Program |
| ------------------- | ------------------- | ------------------------ | --- |
| François Mitterrand | 14–16 czerwca 1989  | Warszawa Kraków Oświęcim | [ 2 ] |
| François Mitterrand | 21 września 1993    | Gdańsk                   | Udział w szczycie Trójkąta Weimarskiego. |
| Jacques Chirac      | 11–13 września 1996 | Warszawa Kraków          | Wizyta państwowa. |
| Jacques Chirac      | 21–22 lutego 1998   | Poznań                   | Udział w szczycie Trójkąta Weimarskiego. |
| Jacques Chirac      | 9 maja 2003         | Wrocław                  | Udział w szczycie Trójkąta Weimarskiego. |
| Jacques Chirac      | 27 stycznia 2005    | Oświęcim                 | Udział w uroczystościach 60. rocznicy wyzwolenia obozu zagłady Auschwitz–Birkenau. |
| Nicolas Sarkozy     | 14 czerwca 2007     | Warszawa                 | Spotkanie z prezydentem Lechem Kaczyńskim i premierem Jarosławem Kaczyńskim. |
| Nicolas Sarkozy     | 28 maja 2008        | Warszawa                 | Udział w II szczycie francusko–polskim. Spotkanie z prezydentem Lechem Kaczyńskim i premierem Donaldem Tuskiem. Przemówienie w parlamencie.                                                                                         |
| Nicolas Sarkozy     | 6 grudnia 2008      | Gdańsk                   | Spotkanie z premierem Donaldem Tuskiem oraz premierami państw bałtyckich, V4, Bułgarii i Rumunii. Udział w konferencji „Solidarność dla przyszłości”. Spotkania z Lechem Wałęsą i Dalajlamą.                                        |
| Nicolas Sarkozy     | 7 lutego 2011       | Warszawa                 | Udział w szczycie Trójkąta Weimarskiego |
| François Hollande   | 16 listopada 2012   | Warszawa                 | Spotkanie z prezydentem Bronisławem Komorowskim, premierem Donaldem Tuskiem oraz marszałkami Sejmu i Senatu. Przemówienie w parlamencie. Spotkanie z przedsiębiorcami i społecznością francuską w Polsce                            |
| François Hollande   | 6 marca 2013        | Warszawa                 | Udział w spotkaniu w formacie przywódców państw V4, Niemiec i Francji. |
| François Hollande   | 29 listopada 2013   | Warszawa                 | Polsko-francuskie konsultacje międzyrządowe. Spotkanie z premierem Donaldem Tuskiem i prezydentem Bronisławem Komorowskim. |
| François Hollande   | 4 czerwca 2014      | Warszawa                 | Udział w uroczystościach 25-lecia wyborów 1989 roku. |
| François Hollande   | 27 stycznia 2015    | Oświęcim                 | Udział w uroczystościach 70-lecia wyzwolenia obozu zagłady Auschwitz-Birkenau. |
| François Hollande   | 8–9 lipca 2016      | Warszawa                 | Udział w szczycie NATO. |
| Emmanuel Macron     | 3–4 lutego 2020     | Warszawa Kraków          | Spotkanie z prezydentem Andrzejem Dudą, premierem Mateuszem Morawieckim oraz marszałkami Sejmu i Senatu. Spotkanie z przedstawicielami społeczności francuskiej mieszkającej w Polsce. Przemówienie na Uniwersytecie Jagiellońskim. |
| Emmanuel Macron     | 12 grudnia 2024     | Warszawa                 | Spotkanie z premierem Donaldem Tuskiem i prezydentem Andrzejem Dudą. |
| Emmanuel Macron     | 27 stycznia 2025    | Oświęcim                 | Udział w uroczystościach rocznicowych w Oświęcimiu. |

| Lp. | Data              | Miejsce  | Przewodniczący delegacji polskiej | Przewodniczący delegacji francuskiej |
| --- | ----------------- | -------- | --------------------------------- | ------------------------------------ |
| 1   | 22 listopada 2004 | Paryż    | premier Marek Belka               | premier Jean-Pierre Raffarin         |
| 2   | 28 maja 2008      | Warszawa | premier Donald Tusk               | prezydent Nicolas Sarkozy            |
| 3   | 5 listopada 2009  | Paryż    | premier Donald Tusk               | prezydent Nicolas Sarkozy            |
| 4   | 29 listopada 2013 | Warszawa | premier Donald Tusk               | prezydent François Hollande          |
| 5   | 30 stycznia 2015  | Paryż    | premier Ewa Kopacz                | prezydent François Hollande          |

## Współpraca gospodarcza

### Polsko-francuskie relacje handlowe
W 2022 roku wartość obrotów handlowych między oboma państwami osiągnęła wartość ponad 30 mld euro z saldem dodatnim po stronie Polski (prawie 9 mld euro). Według danych z 2022 roku Francja zajmowała trzecie miejsce wśród największych partnerów eksportowych Polski. Polski eksport do Francji obejmuje przede wszystkim: maszyny i urządzenia mechaniczne oraz sprzęt elektroniczny, pojazdy i statki, tworzywa sztuczne i artykuły spożywcze. Wśród głównych towarów importowych z Francji znajdują się: produkty przemysłu chemicznego, maszyny i urządzenia mechaniczne oraz sprzęt elektroniczny, pojazdy i statki, tworzywa sztuczne.

### Francuskie inwestycje w Polsce
Francja należy do najważniejszych inwestorów zagranicznych w Polsce. Jest czwartym (po Holandii, Niemczech i Luksemburgu) źródłem inwestycji zagranicznych w Polsce, z ok. 12-proc. udziałem w inwestycjach zagranicznych ogółem. Ponad 1300 firm francuskich działających w Polsce zatrudnia ok. 180 tys. pracowników. Główne sektory ich działalności to: handel i dystrybucja (Auchan, Carrefour, Leroy Merlin, Intermarché), produkcja przemysłowa (PSA, L’Oréal, Total), budownictwo (Bouygues, VINCI Construction, Lafarge), usługi finansowe i ubezpieczeniowe (BNP Paribas, Crédit Agricole, Société Générale), hotelarstwo i gastronomia (Accor, Sodexo Group), sektor spożywczy (Bonduelle, Danone, Delifrance), telekomunikacja (Orange), media (Canal Plus, Vivendi Universal).
Skumulowana wartość francuskich bezpośrednich inwestycji zagranicznych w Polsce na koniec 2016 r. wyniosła 17,8 mld euro (17,9 mld euro w 2015 r.). Francuskie inwestycje lokowane były głównie w sektorze informacji i komunikacji (48% ogółu kapitału francuskiego), przetwórstwie przemysłowym (16%) oraz handlu i naprawach pojazdów samochodowych (14,9%). Prawie 80% francuskiego kapitału skoncentrowane jest w województwie mazowieckim.

### Polskie inwestycje we Francji
Polskie inwestycje we Francji na koniec 2016 wynosiły 659,4 mln euro. Koncentrują się w: budownictwie (Fakro, Oknoplast), przemyśle i przetwórstwie przemysłowym (Canpack, Suempol, Sanok Rubber), IT (Comarch, MakoLab), transporcie (Wielton, Solaris Bus & Coach), produkcji AGD (Amica) i gastronomii (AmRest/Pizza Hut i KFC).

### Gospodarcze umowy dwustronne
Od momentu akcesji Polski do Unii Europejskiej stosunki gospodarcze między Polską i Francją wpisują się w ramy prawa wspólnotowego, głównie traktatu akcesyjnego, jaki Polska podpisała ze Wspólnotami Europejskimi i ich państwami członkowskimi 16 kwietnia 2003 r. w Atenach. 29 listopada 2013 r. w Warszawie w czasie IV konsultacji międzyrządowych, z udziałem prezydentów obu państw, zostało podpisane „Polsko-Francuskie Partnerstwo Strategiczne” obejmujące program współpracy na lata 2013–2018, odnawiając tym samym partnerstwo strategiczne ustanowione w maju 2008 r. Dokument szczegółowo omawia obszary współpracy gospodarczej, finansowej, przemysłowej, infrastrukturalnej i handlowej.
Dwustronne umowy gospodarcze to przede wszystkim:
- Umowa między Rządem PRL a Rządem Republiki Francuskiej w sprawie zapobiegania podwójnemu opodatkowaniu w zakresie podatków od dochodu i majątku, podpisana w Warszawie 20 czerwca 1975 r. (weszła w życie 12 września 1976 r.),
- Protokół w sprawie pogłębienia i rozszerzenia współpracy polsko-francuskiej w dziedzinie gospodarki i przemysłu, podpisany w Paryżu 7 maja 1976 r. (wszedł w życie z dniem podpisania),
- Umowa między Rządem PRL a Rządem Republiki Francuskiej w sprawie popierania i wzajemnej ochrony inwestycji, podpisana w Paryżu 14 lutego 1989 r. (weszła w życie 10 lutego 1990 r.),
- Umowa między Rządem Rzeczypospolitej Polskiej a Rządem Republiki Francuskiej w sprawie przedterminowej spłaty zadłużenia wynikającego z Umowy o redukcji i restrukturyzacji długów między Rządem Rzeczypospolitej Polskiej a Rządem Republiki Francuskiej z 30 października 1991 r., podpisana w Warszawie 28 maja 2008 r.

## Współpraca kulturalna

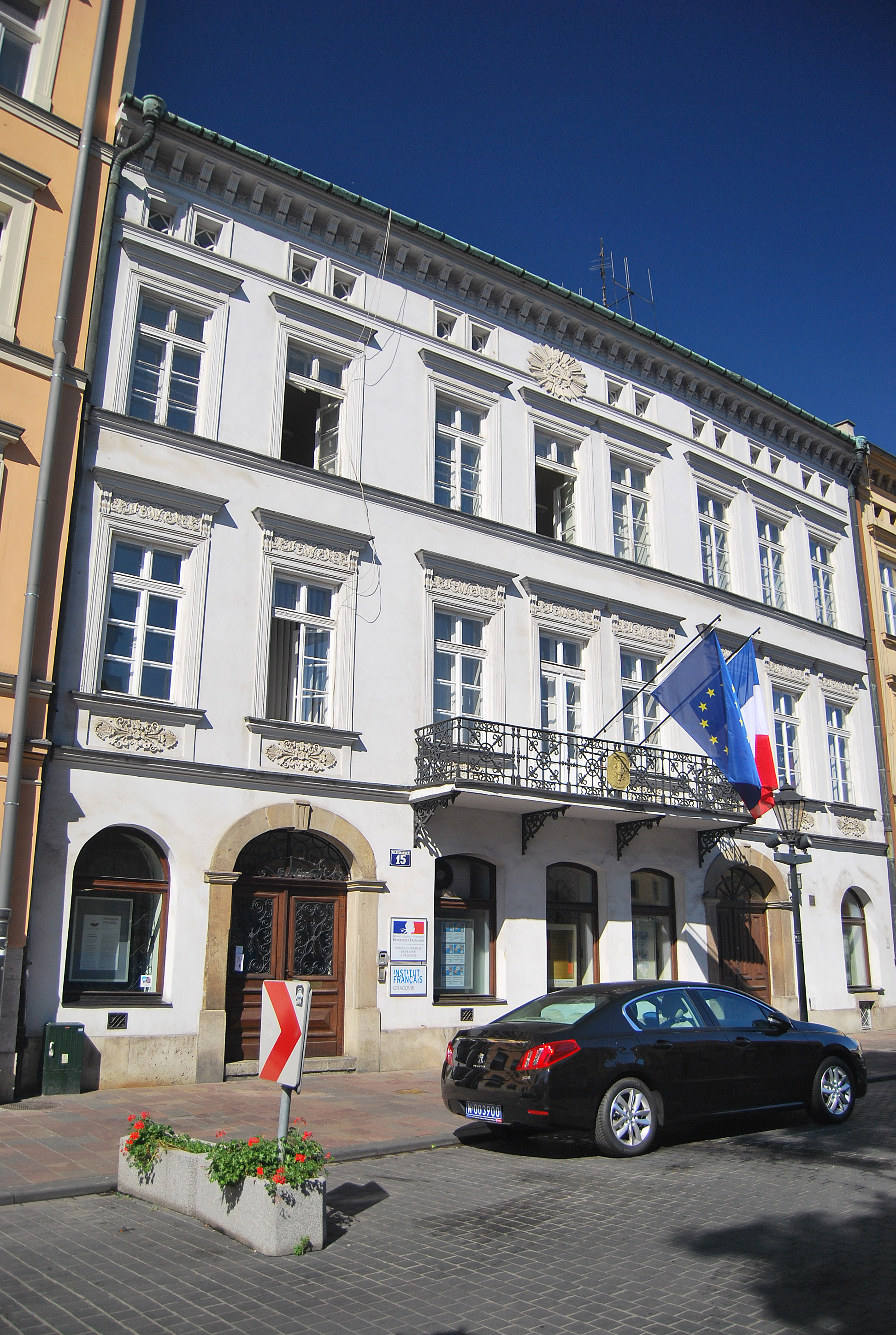
Instytut Francuski w Krakowie

Silne związki kulturalne między Polską a Francją mają swoje korzenie w XIX i na początku XX wieku, kiedy to Francja stanowiła drugą ojczyznę dla licznego grona polskiej elity intelektualnej i artystycznej.
Współcześnie Polskę i Francję łączą liczne umowy dwustronne i wielostronne, w tym umowa między rządem RP a rządem RF o współpracy w dziedzinie kultury i edukacji z 22 listopada 2004 r. Współpraca kulturalna była też jednym z ważnych obszarów Programu Współpracy w ramach Polsko-Francuskiego Partnerstwa Strategicznego na lata 2014–2018.
Kontakty polsko-francuskie w zakresie kultury odbywają się przede wszystkim na poziomie poszczególnych instytucji kultury i cechują się dużą bezpośredniością.
Bazując na silnych więziach historycznych, zadaniem polskich placówek we Francji jest promocja kultury polskiej, kształtowanie wizerunku Polski poprzez prezentację jej świata artystycznego i kulturalnego, jej tożsamości i dziedzictwa, a także inicjowanie i rozwijanie współpracy kulturalnej z francuskimi instytucjami i organizacjami kulturalnymi. Oprócz Ambasady RP w Paryżu tego rodzaju działania prowadzi przede wszystkim Instytut Polski.
W kontekście rozwijania polsko-francuskiej współpracy kulturalnej ważnym aspektem były obchody setnej rocznicy odzyskania przez Polskę niepodległości. Francja znalazła się wśród krajów priorytetowych, w których Polska realizowała projekty w ramach programu Niepodległa.